# Šaría

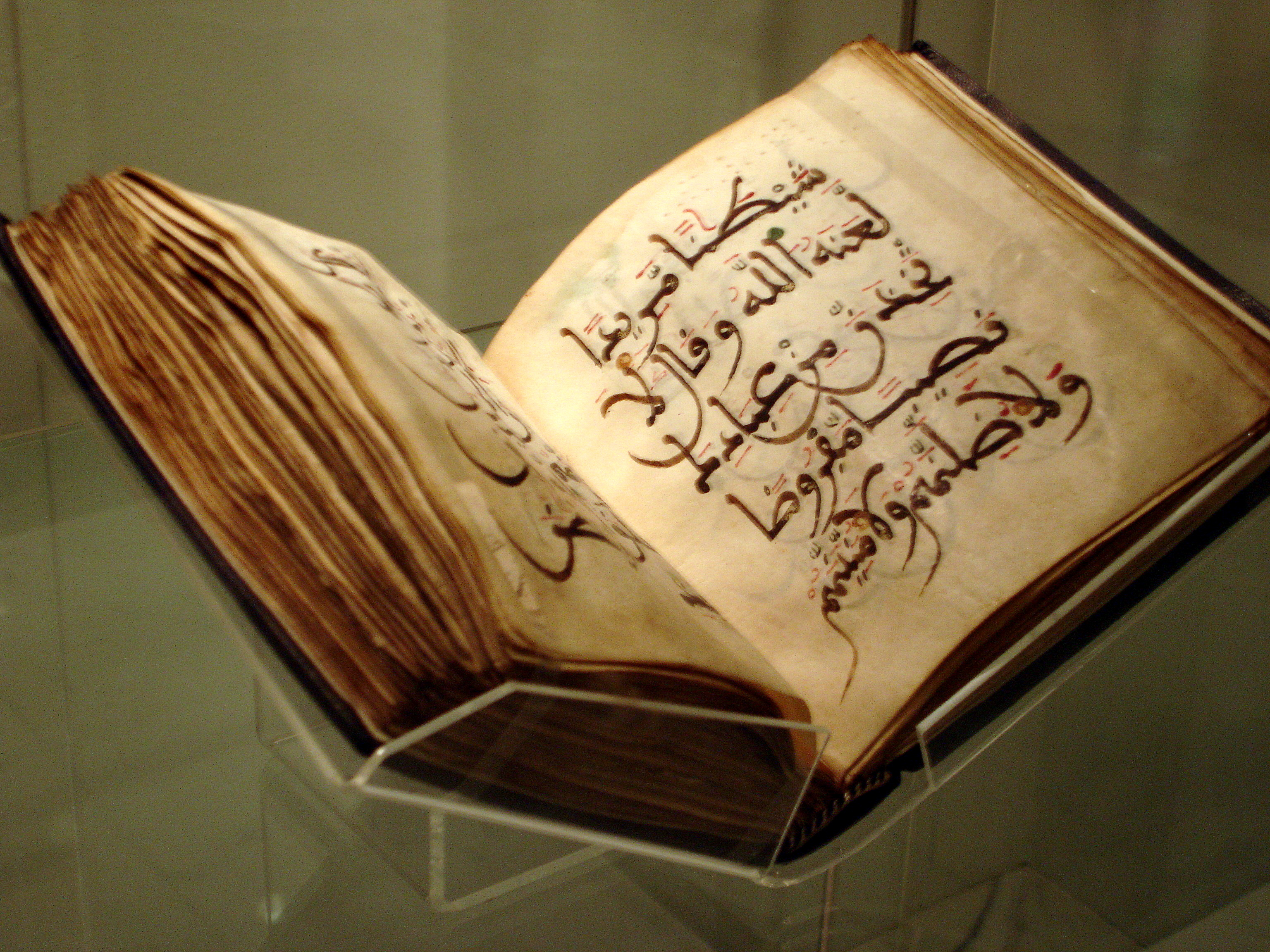
Exemplář Koránu ze severní Afriky z 11. století

Šaría (sharīʿah, arabsky شريعة‎, IPA: [ʃaˈriːʕa]) je systém islámského náboženského práva odvozený z náboženských zásad islámu, zejména z koránu a hadísů. Arabské slovo „šaría“ doslovně znamená „cesta“. Šaría není jako sekulární právní systém, protože zároveň dává věřícímu návod, jak žít v soukromém životě podle islámu. Zabývá se vztahem člověka ke Stvořiteli (Bohu, arabsky Allah) a vztahem člověka k člověku a až sekundárně  začaly na základě potřeby chalífátu vznikat právní odvětví regulující vztah člověka a společnosti, jako je například trestní právo.
Šaría se tedy tradičně zabývá běžnými záležitostmi života včetně politiky, ekonomie, bankovnictví, obchodu, smluv, rodiny, sexuality, hygieny a sociálních věcí.
Šaría je založena na výkladu islámských náboženských textů, které představují soubor pravidel Boha (arab. Alláha), ze své podstaty neměnný. Konkrétní aplikace práva na jejich základě ale může být různá; zabývá se jí islámská právní věda (fiqh).
Probíhají diskuse o tom, zda je šaría kompatibilní se sekulární formou vlády, lidskými právy, svobodou myšlení a právy žen. Snahy o zavedení šaríi způsobily mezi komunitami v Nigérii násilí a mohly přispět k rozpadu Súdánu.

## Prameny práva
Základní prameny islámského práva jsou dva. Korán je základní svatá kniha islámu, která pojednává o tom, co Mohamedovi zjevil Alláh. Protože však pravidla v koránu obsažená zdaleka nepokrývají všechny oblasti, začalo se nedlouho po Mohamedově smrti v roce 632 zjišťovat, co vlastně dělal a učil. Souboru těchto pravidel se říká sunna, to je tedy druhý pramen islámského práva. Vyvstal ovšem problém s důvěryhodností jednotlivých svědectví o činech, neboli jednotlivých hadísů, a spory o jejich věrohodnost bují dodnes.
Pokud se Prorok v dané věci nevyjádřil, přichází případně na řadu analogie (qijás) či konsenzus učenců (idžmá). Klasickým příkladem analogie je, zda se Prorokův zákaz pití vína vztahuje i na jiné alkoholické nápoje.

## Historický vývoj
Mohamed se před tím, než se ve 40 letech stal prorokem, zabýval např. rozsuzováním kmenových sporů, takže se skutečně vyjadřuje k některým otázkám práva, jak tomu slovu rozumíme dnes my. Nejstarší zásady se týkají rodinného práva: manželství (Mohamed nezpochybnil starší kmenové právo umožňující polygamii), věna, rozvodu (ar. talaq; pokud se chce rozvést muž, stačí když třikrát pronese „rozvádím se s tebou“), dědictví (muži mají nárok na dvakrát tak velké podíly než ženy) a podobně.
K největšímu rozvoji šaríi došlo od 7. do 13. století v souvislosti s rozvojem teokratického chalífátu. Vyvstala potřeba rozpracovat právní zásady pro potřeby fungování rozsáhlého státu, který potřeboval vybírat daně a trestat zločiny.
Při systematizaci práva a tvorbě zákoníků v Osmanské říši v 19. století se však inspirovali evropským právem a od té doby význam šaríi jako práva upadá, s výjimkou rodinného práva a záležitostí ohledně osobního statusu.
V dnešní době existují 4 hlavní proudy šáríi v sunnitském islámu (hanbali, hanífía, šáfí, máliki) a jeden v šíitském (džafari). Všechny proudy se shodují na věcech jasně stanovených v koránu, ale liší se v tom, které hadísy považují za věrohodné, a v odvozování pravidel, která nebyla jasně stanovena v koránu a sunně.

## Šaría v současném světě

Šaría v různých zemích
Země s muslimskou většinou, kde však šaría nemá vliv na soudnictví.
Právní systém je sekulární, šaría se však uplatňuje ve věcech osobního statusu.
Plně uplatňuje šaría (jak ve věcech osobního statusu, tak v trestním řízení).
Různě v různých částech země.
(Osobní status zahrnuje manželství, rozvod, dědictví, péče o děti apod.)

V otázkách uctívání, svědomí, morálky (modlitba, půst, pouť, očista, halal jídlo apod., morální zásady) je šaría praktikována více než miliardou muslimů na celém světě.
Největší islámské země jako Indonésie, Bangladéš nebo Pákistán mají nenáboženskou ústavu a právní systém pouze s některými pozůstatky šaríi v rodinném právu. V Turecku je ústava oficiálně sekularizovaná.
Saúdská Arábie a Írán udržují šaríu jako jediný pramen práva včetně náboženské policie, kontrolující dodržování zásad daných tímto systémem.
Většina ostatních zemí na Blízkém východě udržuje duální systém sekulárních a náboženských soudů, přičemž náboženské soudy řeší převážně otázky manželství a dědictví.
V muslimské komunitě v Izraeli mají na starosti záležitosti týkající se sňatků, rozvodů a dalších rodinných záležitostí šaríatské soudy. Trestní záležitosti všech obyvatel Izraele mají na starosti izraelské civilní soudy.
V Indii a na Filipínách, které však nepatří mezi státy s převládajícím islámem, mají dva druhy zákonů, islámské a sekulární (zejména v oblasti rodinného práva).
V roce 2009 schválili zavedení šaríi na celém území Somálska poslanci v Mogadišu ve snaze oslabit povstalce, kteří obviňovali vládu, že není dostatečně náboženská.

## Šaría v Evropě a Česku
Ačkoli islámské právo neplatí oficiálně nikde v Evropě, komunity imigrantů se obracejí na své duchovní vůdce jako na autority. Věří totiž, že islámské právo je od boha (ne od Mohameda), zatímco sekulární právo si člověk „jen vymyslel“. V některých zemích, například ve Spojeném království nebo v USA, fungují muslimské rady na základě zákonů o arbitráži, jejich rozhodnutí jsou právně závazná na základě dobrovolnosti, ovšem nesmějí být protizákonná. V jiných zemích, jako je Německo nebo Kanada, je toto výslovně zakázáno.
Objevují se muslimské organizace, jako např. Sharia4Belgium, Sharia4Holland či Islam4UK, které usilují o formální uzákonění prvků šaría pro muslimy v zemích západní Evropy. V Česku působila skupina Sharia4Czechia - Šaría pro Česko. Tématem této skupiny bylo postavení islámského práva v oblastech mimo islámský svět, tj. i v Česku. Podle Benjamina Kurase je šaría čistý nacismus.
Někteří muslimové považují sekulární právo země, ve které žijí, za závazné, jelikož muslim má povinnost dodržovat dohody a tím, že má občanství, uzavřel dohodu s daným státem, že bude dodržovat jeho pravidla. Existuje i malá větev islámu, zvaná ahmadíja, která přijímá sekularismus a považuje náboženství za soukromou záležitost člověka. Dále v islámu existuje koncept zvaný „šúra“, znamenající společné domlouvání se na veřejných záležitostech. Někteří se domnívají, že by se tento koncept mohl vyvinout v demokracii, nicméně v demokracii je možno rozhodnout o věcech jinak, než rozhodl korán, což by šúra dělat neměla.

## Témata v šaríi

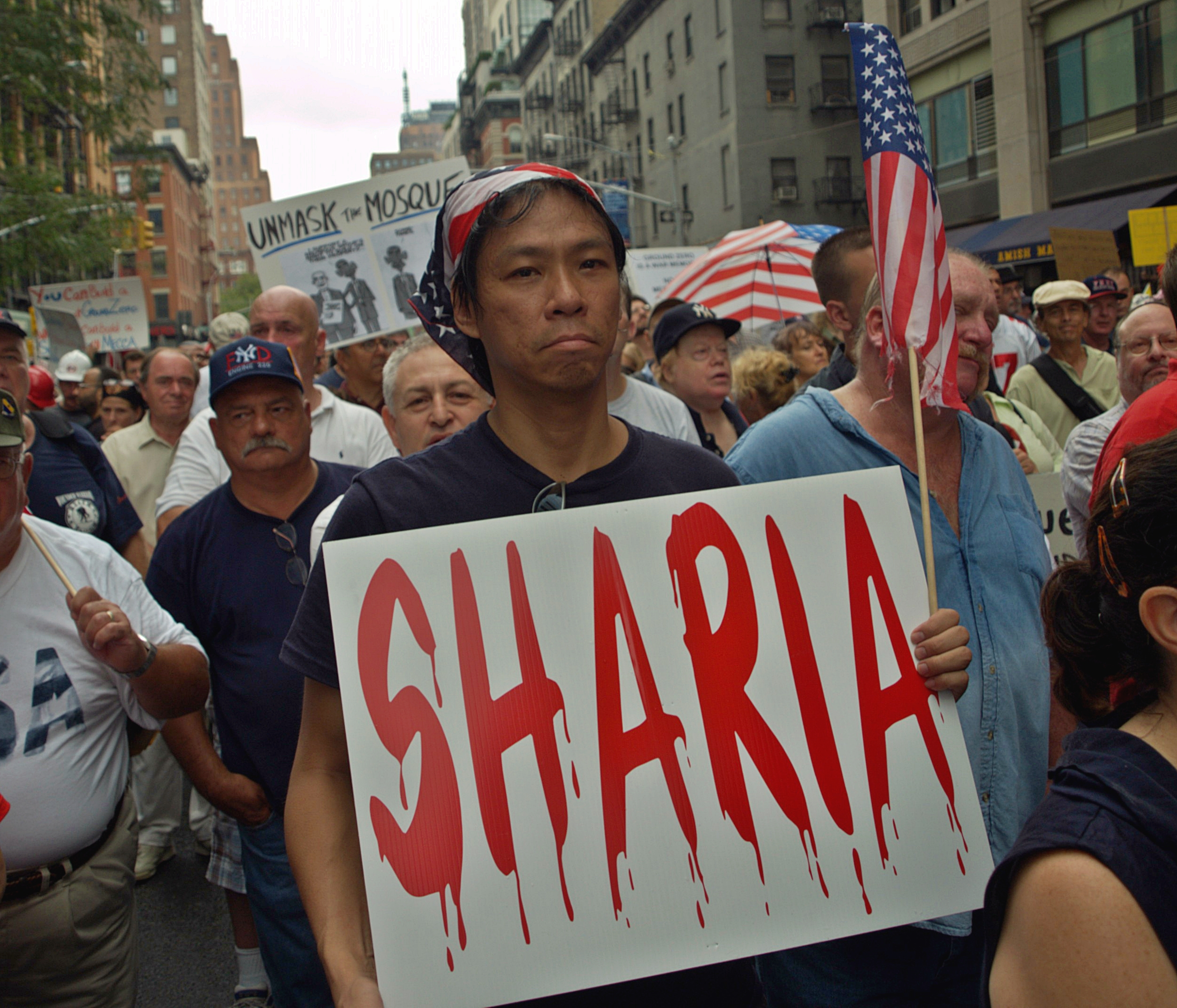
Demonstrant proti zákonu šaría v New Yorku

### Odpadnutí od islámu
Ve většině interpretací šaríi je konverze muslimů k jinému náboženství nebo k ateismu považována za odpadlictví , zasluhující trest smrti. V některých zemích je tento trest dodnes platný. Obvinění z odpadlictví (takfír) lze užít i proti nekonvenčním interpretacím koránu. Příkladem takového postupu je perzekuce známého odborníka na arabskou literaturu Nasra Abu Zayda. Dalším příkladem takových obvinění a perzekuce je známý případ Salmana Rushdieho, který psal o polyteistických verších, škrtnutých z koránu muslimy, známých též jako Satanské verše. Z odpadnutí od islámu se obviňují i různé odnože islámu mezi sebou. Např. sunnitští muslimové z ISIS obviňují z odpadlictví každého, kdo má jinou interpretaci islámu než oni (tedy např. šíitské muslimy).
Ahmadíjové (kteří sami odmítají trest smrti za odpadlictví) jsou často považováni za odpadlíky od islámu, protože po Mohamedovi přijali dalšího proroka Mirzu Ghulam Ahmeda (většina muslimů věří, že Mohamed byl poslední prorok), a proto jsou perzekvováni v islámských zemích a mají zakázáno vykonat pouť do Mekky.

### Práva žen
Šaría je základem pro zákony ve většině islámských států, tyto zákony určují práva žen například v otázkách manželství, rozvodu a svěření dítěte do péče. Právo šaría vybízí k domácímu násilí na ženách, pokud má manžel podezření na neposlušnost, neloajálnost, rebelii či špatné chování své manželky (na základě verše 4:34). V některých zemích nesmějí ženy vyjít z domu bez doprovodu manžela, bratra nebo otce a na ulici mohou jen zahalené. Žena přistižená při manželské nevěře může být před očima své rodiny ukamenována.
V některých zemích ženy nesmějí řídit automobily. Saúdská Arábie sice v roce 2017 povolila ženám řídit, ovšem stále platí další omezení pro ženy, například, že bez svolení muže se nesmějí vdávat, rozvádět, cestovat, otevírat bankovní účet, získat práci, identifikační průkaz, pas, jít na plánovanou operaci, až na výjimky jsou zakázány smíšené kolektivy v práci, vycházet ven může jen v černé róbě, podnikat mohou jen se souhlasem nejméně dvou mužů, nesmí vychovávat po rozvodu chlapce starší sedmi let, do restaurace musí chodit jiným vchodem než muži a musí jíst v samostatné části, ženské svědectví má před soudem hodnotu poloviny mužského svědectví a dcery při dědickém řízení dostávají polovinu toho co jejich bratři. Ve všech zemích, kde se uplatňuje šaría, jsou omezení velmi podobná.
Některé islámské země (např. Niger, Čad, Mali, Bangladéš, Guinea) umožňují manželství mladistvých dívek. Znásilnění je považováno za trestný čin ve všech zemích, ale v některých případech soudy dle práva šaría (v Bahrajnu, Iráku, Jordánsku, Libyi, Maroku, Sýrii a Tunisku) umožňují násilníku uniknout trestu tím, že se svou obětí uzavře manželský sňatek. V ostatních případech je oběť, která si stěžuje, stíhána pro trestný čin cizoložství. Podle některých učenců by se měla žena na veřejnosti zahalovat celá, včetně obličeje.

### Ostatní témata
Muži by měli nosit plnovous a být tradičně oblečeni. Televize i západní hudba je zakázaná, jelikož se považuje za nástroj satana. Zlodějům je možné useknout ruce. Homosexuální styk je nelegální a v některých zemích je za tento přečin běžný trest smrti. Za požití alkoholu může být viník bičován na veřejnosti.
V soukromém životě šaría diktuje různá zvláštní pravidla, jako např. zákaz ležení na břichu či správný způsob použití toalety. Existují kontroverzní hadísy, ve kterých Mohamed doporučil pití velbloudí moči jako lék, což vede některé muslimy k závěru, že pití velbloudí moči je zdravé. Dále je např. zakázáno mít doma psy nebo obrazy a je doporučeno provádět obřízku na dětech.